# Julius von Caerleon
Julius von Caerleon war ein englischer Märtyrer. Er wurde 303 oder 304 in Quadra Legionum (dem heutigen Caerleon) zusammen mit Aaron von Caerleon im Zuge der Christenverfolgungen unter Diokletian ermordet. Quelle für das Martyrium ist De Excidio Britonum von Gildas. Gedenktag ist der 22. Juni.